# Флаг Верхнеуслонского района
Флаг Верхнеусло́нского муниципального района Республики Татарстан Российской Федерации — опознавательно-правовой знак, служащий официальным символом муниципального образования.
Флаг утверждён 14 марта 2006 года и внесён в Государственный геральдический регистр Российской Федерации с присвоением регистрационного номера 2302, и в Государственный геральдический регистр Республики Татарстан с присвоением регистрационного номера 49.
Флаг является официальным символом Верхнеуслонского муниципального района.

## Описание
«Флаг Верхнеуслонского муниципального района представляет собой прямоугольное красное полотнище с отношением ширины к длине 2:3, несущее вдоль нижнего края синюю волнистую полосу (в 1/5 ширины полотнища) с графическим обозначением волн; вплотную к полосе изображён отходящий от свободного края белый берег с зелёным верхом (или зелёный с белыми обрывами), на краю которого сидит белый с жёлтым клювом и лапами сокол».

## Обоснование символики
Флаг района разработан на основе его герба, который языком символов и аллегорий отражает природные, исторические и культурные особенности региона.
Высокий, обрывистый берег — услон (Услон — подъём, изволок в гору или под гору, высокое место), изображённый на флаге, указывает на название района. Верхнеуслонские земли в XVI столетии составляли особую часть Казанского ханства — Горную сторону. Здесь, на правом берегу Волги велась добыча белого камня — известняка, из которого возведены Казанский кремль и храмы Свияжска.
Регион имеет богатую историю. С вхождением Казанского края в состав Русского государства эти земли входили в состав Дворцового ведомства, принадлежали крупным монастырям, помещикам. И в ханские времена, и в последующем, здесь широкое распространение имела соколиная охота, на что указывает фигура сокола.
Птица, готовая к полёту, свидетельствует о связи времён, устремлённости жителей в будущее. Сокол — традиционный символ храбрости, разума, красоты, стремительности.
Большая часть границ современного района проходит по течению рек Волги (Куйбышевское водохранилище) и Свияги. На территории района находится Карстовое озеро и река Сулица, которые относятся к охраняемым гидрологическим памятникам, отражённые на флаге голубой волнистой полосой.
Белый цвет (серебро) — символ чистоты, совершенства, мира и взаимопонимания.
Жёлтый цвет (золото) — символ богатства, стабильности, уважения и интеллекта.
Красный цвет — символ мужества, силы, труда, красоты.
Зелёный цвет — символ природы, здоровья, плодородия, жизненного роста.
Синий цвет (лазурь) — символ чести, благородства, духовности.